# El toro relajo
«El toro relajo» es una canción de mariachi escrita por Felipe Bermejo, que ha sido grabada por varios artistas. Selena grabó la canción en 1994 para la banda sonora de la película Don Juan DeMarco, estrenada en 1995.

## Recepción
Enrique Lopetegui de Los Angeles Times escribió: «Pero son las dos nuevas canciones rancheras en español [El toro relajo y Tú, sólo tú], respaldadas por el Mariachi Sol de México de El Monte, las que son más impresionantes, ya que Selena se adaptó sin esfuerzo a un estilo difícil. No estaba muy familiarizada con él, sin embargo, Selena estaba enferma durante la grabación, por lo que su voz no estaba en buena forma».

## Versión de Linda Ronstadt
Linda Ronstadt incluyó este tema en su álbum Mas Canciones, publicado en 1991.

## Versión de Selena
La canción fue incluida en el álbum Dreaming of You, grabado por Selena, y fue lanzado como el quinto sencillo de ese álbum (el segundo grabado en español). El sencillo no pudo igualar el éxito de los sencillos anteriores en el Billboard Hot Latin Tracks, alcanzando solo el puesto 24 de popularidad.

### Listas
| Lista (1995)                              | Posición más alta |
| ----------------------------------------- | ----------------- |
| Hot Latin Songs (Billboard)               | 24                |
| Regional Mexican Songs (Billboard)        | 14                |
| Rancheras mexicanas (El Siglo de Torreón) | 9                 |

## Personal
- José Hernàndez - arreglos y producción
- Selena - voz
- Mariachi Sol de México - coros, invitados especiales
- Bruce Robb - ingeniero de sonido